# Herb gminy Rytro
Herb gminy Rytro – symbol gminy Rytro.

## Wygląd i symbolika
Herb przedstawia na tarczy w polu błękitnym blankowaną wieżę zamkową z białego ciosu kamiennego, stojącą na zielonym wzgórzu. Na wieży umieszczona jest tarcza późnogotycka, na której w polu czerwonym znajduje się koronowany Orzeł Biały na znak, że Rytro było królewskim zamkiem obronnym na pograniczu węgierskim. 